# Rutilia hirticeps
Rutilia hirticeps är en tvåvingeart som beskrevs av Malloch 1929. Rutilia hirticeps ingår i släktet Rutilia och familjen parasitflugor. Inga underarter finns listade i Catalogue of Life.